# Isotoma canadensis
Isotoma canadensis är en urinsektsart som beskrevs av Brown 1932. Isotoma canadensis ingår i släktet Isotoma och familjen Isotomidae. Inga underarter finns listade i Catalogue of Life.